# Short sea shipping
Short sea shipping omvat het vervoer te water van goederen of passagiers over een traject dat ten minste voor een deel uit zee of oceaan bestaat, maar waarbij de oceaan niet wordt gekruist. Het gebied waarbinnen Short sea shipping zich afspeelt, is uitgebreid en gaat van de Baltische landen, over Scandinavië en IJsland, via het Verenigd Koninkrijk en West-Europa, naar het Iberisch Schiereiland en de gehele Middellandse Zee (inclusief Noord-Afrika en de Zwarte Zee).
Het betreft dus een nieuwe dynamische naam voor de vroegere 'kustvaart', verbonden aan een bovendien veel groter territorium. Dit soort vervoer wordt ook gepromoot door de Europese Unie ten nadele van het vervoer over weg en de trein. De onderlinge concurrentie maakt dat het concurrerende prijzen kan aanbieden. Short sea shipping kan ook gebeuren in eigen land tussen verschillende havens, dit is bijvoorbeeld het geval in Groot-Brittannië, Italië en Noorwegen.

## Algemeen
De laatste jaren is er meer en meer sprake van vergroting in de Europese bedrijfswereld, bedrijfsactiviteiten strekken zich uit tot ver over de grenzen. Er is nood aan stipte, snelle en veilige leveringen tegen een zo laag mogelijke kostprijs. Steeds vaker ondervinden we de tekorten van traditionele transportmiddelen zoals spoorvervoer en wegvervoer. Het spoorvervoer is bijvoorbeeld slechts rendabel over relatief grote afstanden en het wegvervoer kent te veel files en ongevallen.

## Geschiedenis
Shortsea is het moderne equivalent van de kustvaart. De oude benaming werd ingegeven door een geografisch gegeven: de schepen voeren vanuit Nederland "langs de kust" naar Denemarken, Spanje of Portugal. De sector ontwikkelde zich in de loop van de tijd verder, waardoor de benaming kustvaart niet meer de ‘lading’ dekte. Om te beginnen kwamen er grotere schepen in de vaart en kreeg de kustvaart te maken met de opkomst van de container. (In 1965 kwamen de eerste containers in Rotterdam aan.)
Shortsea wordt ook wel "korte vaart" genoemd, hoewel dit begrip niet al te letterlijk moet worden opgevat. De aanduiding korte vaart heeft een historische achtergrond. Vroeger werd een indeling gemaakt naar de scheepsgrootte. De kustvaart viel volgens die indeling onder de Kleine Handelsvaart (KHV). Die indeling lag voor de hand aangezien bij kustvaart naar verhouding kleine schepen werden ingezet. Deze schepen zijn nog steeds in de vaart, maar de betrokkenen in de shortsea sector kijken tegenwoordig meer naar het gebied dat bediend wordt. Dat bepaalt of een dienst valt onder de deepsea - of shortsea sector. Het gaat om de afstand. Deepsea gaat over de oceanen en shortsea beperkt zich tot de Europese wateren. Scheepsgrootte is bij deze indeling niet bepalend. Feit is dat op relatief langere afstanden - bijvoorbeeld naar Griekenland - grotere schepen worden ingezet dan op kortere trajecten, zoals tussen Nederland en Scandinavië.

## Indeling

### Indeling volgens vaart
- lijnvaart is vergelijkbaar met een busverbinding. Schepen onderhouden een dienst via een vaste route en frequentie. Route en frequentie worden door de reder bepaald.
- Bij wilde vaart worden schepen ingezet voor het vervoer van een bepaalde lading, waarbij de route en frequentie afhankelijk is van de lading.

Men kan ook zeggen dat het bij lijnvaart om ‘deellading‘ gaat; lading van diverse bedrijven wordt op één schip vervoerd, terwijl bij wilde vaart de lading afkomstig is van één bedrijf en schipvullend.

### Indeling volgens lading
Tegenwoordig bestaan er veel mogelijkheden om goederen te vervoeren. Short sea shipping speelt hierop in en biedt de mogelijkheid om een grote verscheidenheid aan ladingen te vervoeren zoals: conventionele ladingen, neo-bulk, project cargo, roro, gepalletiseerde lading in containers, LCL/deelladingen, vloeibare bulk, food of non-food in tank containers, droge bulk, zoals bijvoorbeeld plastic in bulkcontainers.

## Voordelen van short sea transport
- Omwille van de vele lijndiensten is het ten eerste al heel gemakkelijk om het vervoer van de lading te plannen. Men kan de vaarschema’s nakijken om zo de duur van het zeetransport in te schatten en dus te weten wanneer de lading zal aankomen.
- Het lage energieverbruik enerzijds en de enorm grote capaciteit anderzijds zorgen voor lage transportkosten per eenheid vervoerd product. Daarenboven zijn er nog andere kosten die in het zeevervoer veel minder bedragen zoals bijvoorbeeld de personeelskosten.
- Zeetransport brengt aanzienlijk minder schade toe aan het milieu. Omdat een schip meteen tientallen vrachtwagens vervangt zorgt dit voor minder bodemvervuiling, luchtverontreiniging en geluidshinder.